# کبوتردریایی پاگوشتی
کبوتردریایی پاگوشتی (نام علمی: Puffinus carneipes) نام یک گونه از سرده کبوتردریایی‌های آب‌شکاف است.